# 波士尼亞戰爭
波士尼亞戰爭（又称波黑战争）是指從南斯拉夫联邦獨立的波士尼亞與赫塞哥維納与多方之間的戰爭，持续时间为1992年4月1日至1995年12月14日。

## 戰爭背景
南斯拉夫联邦解體过程中，波士尼亞與赫塞哥維納在1992年宣布獨立。
當時「波黑」（波斯尼亚和黑塞哥维那）全區約430萬人口，民族的組成為33%的塞爾維亞族，17%的克羅埃西亞族和44%的波什尼亞克族。1992年，克罗地亚人和波族试图使波黑从南斯拉夫独立，而塞族坚决反对独立。1992年4月战争爆发，时间長達3年半。战争造成約20萬人死亡，200萬人沦为難民。

## 戰爭过程

### 開始阶段
以克羅埃西亞戰爭作為契機，想要尋求獨立的克羅埃西亞人和波士尼亞人同反對獨立的塞爾維亞人之間的嫌隙加深。在這種情況之下1992年2月29日到3月1日之間該國進行了獨立公投，因為多數的塞爾維亞人抵制投票，結果投票結果有90%以上的票贊成獨立。根據此次投票，波士尼亞與赫塞哥維納宣布獨立，到4月6日並得到歐洲共同體的承認。但是對於獨立表示不滿的塞爾維亞人，以此事件為契機展開大規模的軍事行動，翌日波黑的塞爾維亞人議會發佈塞族共和國的獨立宣言。

### 1992至1993年之間：塞爾維亞人佔優勢
內戰開始之後不久，因為先進裝備的數量和部隊素質使得塞爾維亞人佔優勢。因為波士尼亞人裝備的品質較差，軍隊大多也沒受過完善的訓練，克羅埃西亞人人數較少等理由居於劣勢。而且波士尼亞人和克羅埃西亞人並非一直都是緊密的同盟關係，所以塞爾維亞最初的攻勢時就佔領了全國六成的領土，並且包圍首都塞拉耶佛進行圍城。克羅埃西亞人此時以守住赫塞哥維納地區西部為主，波士尼亞人則是僅守住包含塞拉耶佛、斯雷布雷尼察、哥拉謝迪、杰巴等主要都市在內三成的範圍。國際社會雖有進行對於塞爾維亞的制裁和對塞拉耶佛進行人道救援行動，但是尚且無法影響大局，這個情況一直持續到1992年中。
1993年春，波士尼亞人和克羅埃西亞人之間產生嫌隙。而且因為克羅埃西亞人和塞爾維亞人所爭奪的勢力範圍較少，加上宗教上兩者都信仰廣義上的基督教，克羅地亞人甚至和塞爾維亞人結盟並攻擊波士尼亞政府控制地區。而且因為爭奪莫斯塔爾（波士尼亞赫塞哥維納地區的南部中心都市），波士尼亞人和克羅埃西亞人產生了激戰。至此波士尼亞人的處境更為悽慘。但在中东等地穆斯林国家圣战者援助下逐渐好转。
這段期間，不少波士尼亞人或到訪波士尼亞旅遊的遊客都是人心惶惶，因為塞爾維亞民兵公然在塞拉耶佛各要道上直接以狙擊槍或是投擲手榴彈攻擊，因此起初國際輿論本來是觀望，但經外媒報導波士尼亞人遭遇之後，國際上大多國家開始轉為對塞爾維亞為首的南斯拉夫軍隊撻伐，聯合國、北約和部分歐洲國家的特種部隊亦開始介入內戰。
到1993年末期，波黑百分之70的土地被塞族武装控制，波斯尼亚（即穆族）和克罗地亚族武装关系破裂，开始互相交战，西方国家提出的三方和谈协议被塞族否决。

### 1994至1995年春：北约介入

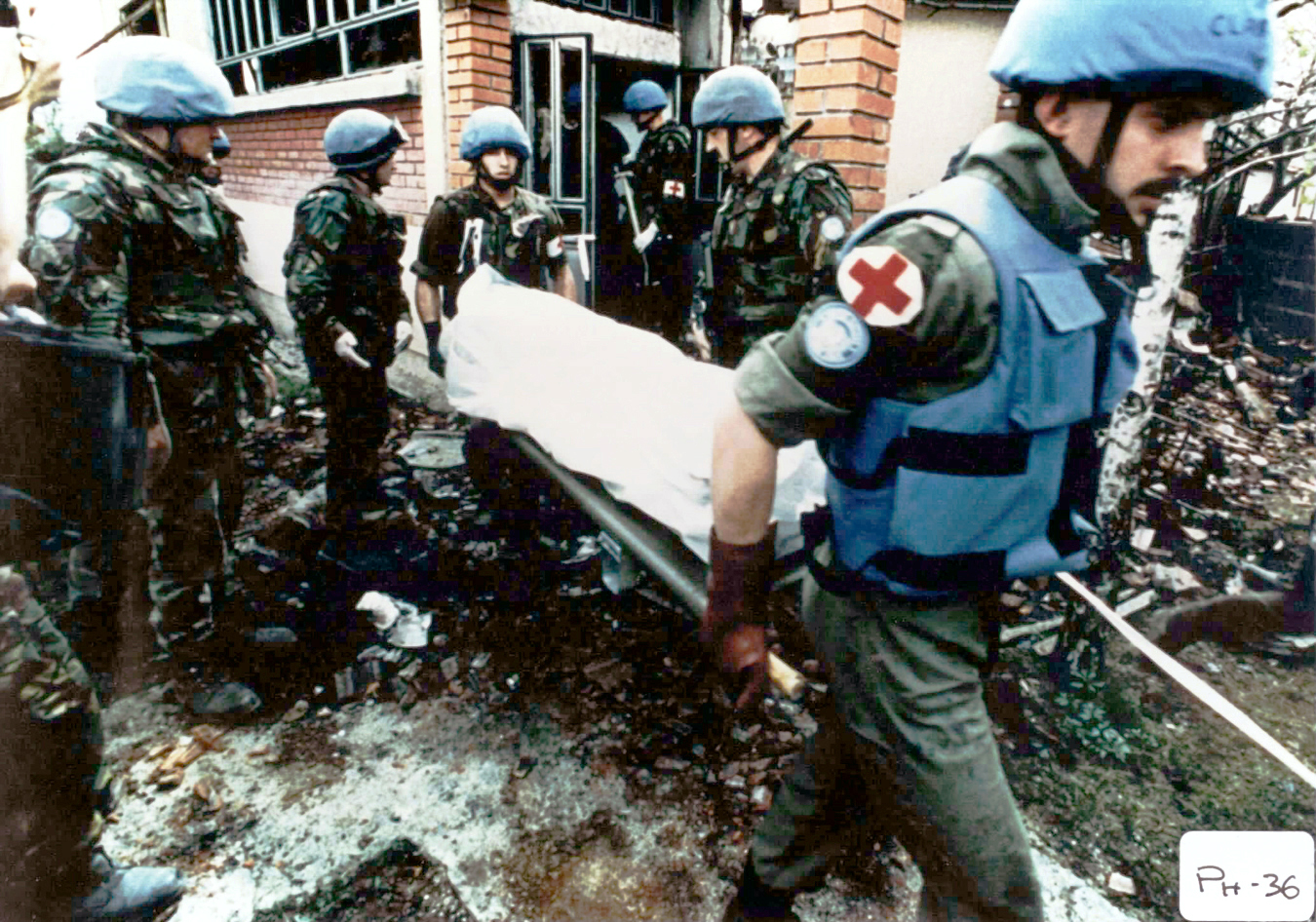
1993年4月，联合国维和部队在阿米奇收集尸体

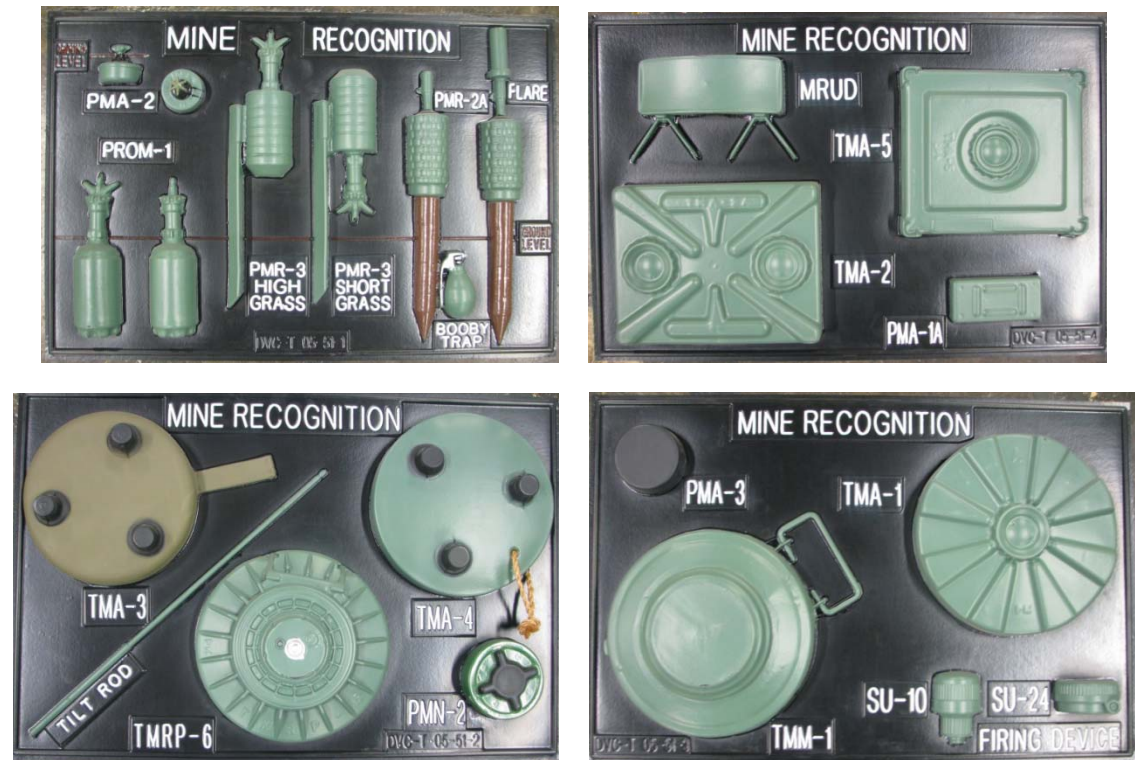
波士尼亞戰爭中常用的土製地雷

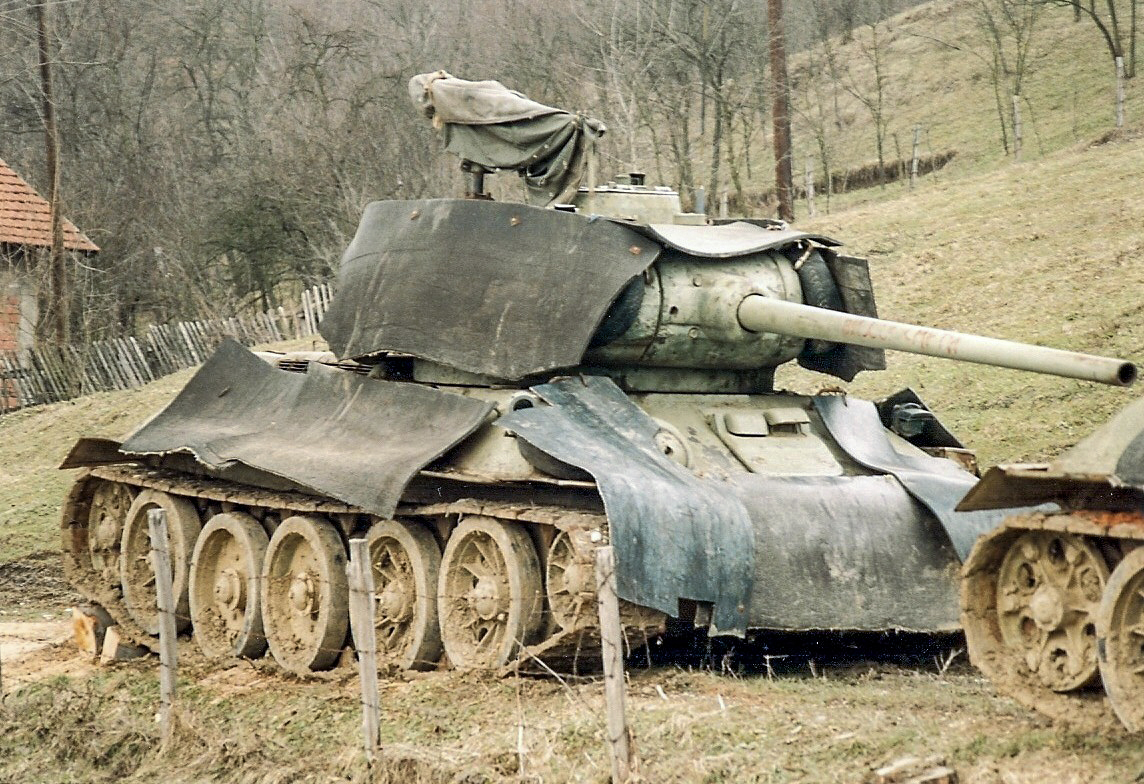
1996年春，塞族部队的T-34/85坦克从博伊附近的前线撤离

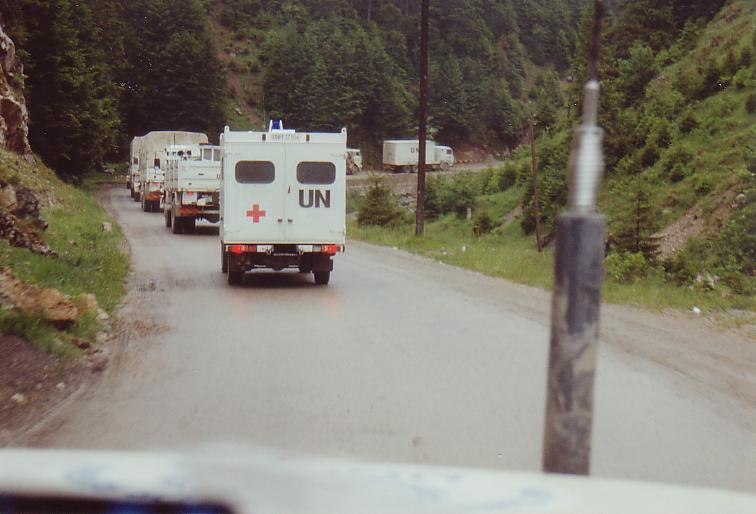
1994年，图兹拉附近的联合国救援车队

1994年春，由于塞军的一发120迫擊炮炮弹打进萨拉热窝造成67名平民死亡，联合国安理会正式请求北约开始立即空袭。同时克羅埃西亞人和波士尼亞人再度結成同盟。3月1日在華府波士尼亞—克羅埃西亞方決議組成聯邦。4月10日到11日之間北約小規模的對塞爾維亞方實行轟炸。8月5日塞爾維亞方攻擊了聯合國的武器庫，因此北約開始進行轟炸，入秋之後美國對波士尼亞—克羅埃西亞方也展開了的軍事援助。在這樣的助力下，10月下旬波士尼亞人在席哈奇附近轉為攻勢，這個攻勢一度成功但是在11月初就遭到塞爾維亞方的反擊而不得已只好撤退。
為了支援所以11月21日和23日北約發動第三波的空襲行動，不斷的空襲之下塞爾維亞方轉用少數士兵輕裝行動去綁架甚至杀害聯合國維和部隊士兵。因此派遣士兵的英國和法國和想要使用轟炸的美國意見紛歧，在北約無法正常運作下，美國前總統克林頓總統展開調停行動。因此從1995年1月1日起雙方停戰四個月。

### 戰爭結束
1995年春，四個月的停戰期限一過，兩方再次展開激戰。塞爾維亞方發動總攻擊，7月時斯雷布雷尼察和杰巴被攻陷。塞拉耶佛和哥拉謝迪也展開激戰。此時的戰鬥已經不只在波士尼亞赫塞哥維納，也擴大到克羅埃西亞境內的塞爾維亞人居住區（詳見克羅埃西亞戰爭條目）。這段時間之間的6月3日為了保護聯合國維和部隊設立了緊急應對部隊，開始展開救援被塞爾維亞方囚禁的人質。
7月底到8月初，克罗地亚武装部队和波斯尼亚当地的克族武装相继发动 “夏季95攻势”和“风暴行动”，完全摧毁了克罗地亚境内的塞族克拉伊那共和国的抵抗，并联合波斯尼亚族武装，在波黑逐步击垮了西波斯尼亚地区的塞族武装。
8月28日，萨拉热窝市塞拉耶佛中央市場遭塞族武装砲擊，造成37人死亡，因為這個事件北約展開自此最大的轟炸活動，從8月30日自9月14日之間除了2日到4日之間暫時停止之外不斷地攻擊，造成25－27名士兵陣亡及27名平民死亡。塞爾維亞人也決定正式參與和平會談並於10月13日停戰，至此波士尼亞戰爭終於落幕。

## 斯雷布雷尼察大屠殺
1995年，波族武裝分子襲擊塞族聚居點布拉圖納茲，大量塞族民眾遇害。布拉圖納茲西南方十公里處的斯雷布雷尼察當時是聯合國維和部隊指定的安全地區，但於北約開始轟炸塞族城市後，塞族部隊即發動反擊報復，擊敗並俘虜了當地的所有聯合國維和部隊官兵。
7月6日，穆拉吉奇率領的塞爾維亞方為報復波族民兵屠殺塞族平民，開始進軍斯雷布雷尼查，11日進佔市中心。12日開始塞爾維亞方將在斯雷布雷尼查居住的波士尼亞男子全部屠殺。大批波斯尼亚妇女被强奸，还有有身孕的妇女被劏开腹部。史稱斯雷布雷尼察屠殺事件。
由此，在這兩地區之間的波士尼亞人和塞爾維亞人依舊有著無法抹滅的隔閡和心結。

## 和平會議
當地因波士尼亞三成分割提案等提議在摸索和平的方向，但最後是因為北大西洋公約組織對塞爾維亞方的攻擊介入戰事導致停戰。最後各國聯合調停在1995年12月14日簽署了岱頓協定。最後的決議是讓克羅埃西亞人和波士尼亞人共組波士尼亞赫塞哥維納聯邦和塞爾維亞人的塞族共和國在國內並立。兩國各自有著各自的主權、軍隊、警察及高度的分權化。
和平方案實行和民生方面則是經由高級代表辦事處實行，軍事方面則是由多國部隊分別擔任。因為軍事方面維持得尚可，於是戰後的治安大致上安定。

## 後續
2015年2月3日，国际法院终审裁定克罗地亚和塞尔维亚共和国在波斯尼亚战争期间都没有犯下灭绝种族罪。